# روجر برادفيلد
روجر برادفيلد (بالإنجليزية: Roger Bradfield)‏ هو كاتب للأطفال وكاتب أمريكي، ولد في 1924 في مينيسوتا في الولايات المتحدة.